# Isla La Raza
Isla La Raza är en ö i Bahía San Francisco, Sonora, Mexiko. Den ligger precis utanför kusten vid den lilla orten San Carlos och cirka 5 kilometer väst om Guaymas.